# سن-اوربن-پرمیر، کبک
سن-اوربن-پرمیر (به فرانسوی: Saint-Urbain-Premier) شهری در منطقه شهری بوآرنوا-سالابری ناحیه مونترژی در استان کبک کانادا است. در سرشماری سال ۲۰۱۱ این شهر ۱٬۱۸۱ نفر جمعیت داشته‌است و مساحت آن ۵۲٫۲۴ کیلومتر مربع است.